# Dynamis Filoromajos
Dynamis Filoromajos (gr.: Δύναμις Φιλορώμαίος, Dýnamis Filorṓmaíos) (ur. ok. 84, zm. 14 p.n.e.) – królowa Bosporu od 47 p.n.e. do swej śmierci. Córka i następczyni Farnakesa II Filoromajosa, króla Pontu i Bosporu.

## Życie
Dynamis była perskiego i greckiego pochodzenia. Dziadek po ojcu Mitrydates VI Eupator Dionizos, król Pontu i Bosporu, należał do dynastii Mitrydatydów. Dynamis urodziła się i wychowywała w królestwie bosporańskim.
W r. 47 p.n.e. Asander, miejscowy arystokrata wysoki rangą, zbuntował się przeciw Farnakesowi II, który wyznaczył go jako namiestnika królestwa bosporańskiego, podczas wojny przeciw wodzowi rzymskiemu Gnejuszowi Domicjuszowi Kalwinusowi. Miał nadzieję, że w ten sposób otrzyma królestwo od Rzymian, wdzięcznych za udzieloną im przysługę.
Jednak Farnakes II został pokonany przez Rzymian i uciekł ze swymi zwolennikami. Po powrocie z Synopy i sformowaniu wojska ze Scytów i Sarmatów zajął Teodozję i Pantikapeum (Pantikapajon). Asander atakując go, pokonał jeźdźców wroga, którzy nie mając koni musieli walczyć pieszo. Farnakes walczył z wielką odwagą, aż został zraniony i zabity. Asander pokonawszy go w walce, objął po nim rządy nad Bosporem. Aby umocnić się na tronie, poślubił jego córkę Dynamis.
Gajusz Juliusz Cezar postanowił zareagować na tę sytuację. Przekazał królestwo bosporańskie Mitrydatesowi z Pergamonu, za poczynione na jego rzecz zasługi w Aleksandrii, wraz z zadaniem usunięcia stamtąd wroga. Mitrydates jednak nie dokonał tego, bowiem później zginął w walce z Asandrem. Po śmierci Cezara został jednak w końcu uznany przez Oktawiana, przyszłego cesarza rzymskiego. Dynamis rządziła Bosporem razem z mężem do jego śmierci.
W r. 17 p.n.e. niejaki Skryboniusz poprowadził bunt, który wybuchł w Bosporze. Pretendował do tronu, bowiem podawał się za krewnego prawowitej władczyni Dynamis. Kiedy Asander zobaczył, jak jego wojsko opuściło go dla rywala, postanowił z rozpaczy zagłodzić się na śmierć w wieku 93 lat.
Skryboniusz pretendował do powinowactwa względem Dynamis, więc mógł przejąć tron po Asandrze. Pozyskał sobie Dynamis siłą lub przekonaniem, by stała się jego małżonką. Dynamis była zmuszona wyjść ponownie za mąż. Kiedy cesarz rzymski Oktawian August usłyszał o buncie, który zdarzył się w Bosporze, postanowił wysłać swego przyjaciela i rzymskiego męża stanu Marka Wipsaniusza Agryppę celem zainterweniowania w trudnej sytuacji. Kiedy Agryppa przybył z legionami, odkrył zdradę Skryboniusza. Postanowił go zgładzić. Po jego śmierci Dynamis mogła już samodzielnie rządzić Bosporem. Jednak nie trwało to długo, bowiem Agryppa postanowił wyznaczyć króla Pontu Polemona I Pytodorosa, anatolijskiego Greka, jako nowego króla. Dynamis wyszła za mąż za niego, po raz trzeci, w r. 15 p.n.e. Małżeństwo ich nie trwało jednak długo, bowiem Dynamis zmarła w r. 14 p.n.e.
W r. 14 p.n.e., po śmierci Dynamis, Polemon I Pytodoros ponownie wszedł w stan małżeński. Z żoną Pytodoris Filometor miał dwóch synów i córkę. Polemon panował w Bosporze aż do swej śmierci w r. 8 p.n.e. Wówczas Tyberiusz Juliusz Aspurgos Filoromajos, jedyny syn Asandra i Dynamis Filoromajos, wstąpił po swym ojczymie na tron królestwa Bosporu, a Pytodoris, wdowa po Polemonie, objęła władzę nad Pontem.
Cesarz rzymski Oktawian August i senat rzymski w końcu 14 r., uznali Aspurgosa, jako prawowitego króla bosporańskiego. Aspurgos ciesząc się patronatem cesarzy Gajusza Juliusza Cezara Oktawianusa Augusta oraz Tyberiusza, przyjął na ich cześć imiona Tyberiusz Juliusz. Aspurgos, jako król, poślubił tracką księżniczkę Gepaepyris. Miał z nią dwóch synów: Mitrydatesa i Kotysa. Dynamis poprzez drugiego wnuka była przodkiem królów bosporańskich aż do IV wieku.

## Monety i inne zabytki archeologiczne
Dynamis jest znana także z kilku inskrypcji oraz z bitych przez nią monet. Inskrypcja odkryta w czasie robót ziemnych w Kerczu w lutym 1957 r. informuje o jej ojcu i dziadku (Corpus Inscriptionum Regni Bosporani, 31):
Ύπὲρ βασιλίσσης Δυνάμεως φιλορωμαίου, τῇς ὲκ βασιλέως μεγάλου Φαρνάκου, τοῦ ὲκ βασιλέως Μιθραδάτου Ευπάτρος… (Za [panowania] królowej Dynamis, przyjaciela Rzymian, [córki] króla wielkiego Farnakesa, [syna] króla Mitrydatesa Eupatora…)
Dynamis wybijała złote statery, które są znane z lat 277 i 281 ery bosporańskiej (21/20 i 17/16 p.n.e.) Na stronie głównej przedstawiają głowę królowej zwróconą w prawo, a na rewersie półksiężyc skierowany rogami do góry oraz ośmioramienną gwiazdę w górnej części; po prawej stronie półksiężyca znajduje się zapis daty rocznej według ery bosporańskiej. Całość opisana jest legendą BACIΛIΣΣHΣ ΔYNAMEΩΣ („[moneta] królowej Dynamis”). Są to jedyne znane monety zawierające imię tej władczyni.
Niektórzy uczeni przypisują jej serię staterów z lat 286-304 ery bosporańskiej (12 p.n.e.-7 n.e.) Na awersie i rewersie jest przedstawienie głowy mężczyzny skierowanej w jednej w lewą stronę, a w drugiej w prawą. Na drugiej stronie znajduje się ponadto znak oraz data roczna. Wizerunki te przypisuje się niekiedy Augustowi i Markowi Wipsaniuszowi Agryppie. Na podstawie tej serii monet mówi się czasami o tzw. drugim panowaniu Dynamis. Być może jest to świadectwo samodzielnych rządów po śmierci Polemona I. Ze źródeł pisanych wiadomo jednak, że ten miał w późniejszym okresie drugą żonę Pytodoris. Nie wiadomo jednak czy ożenił się z nią po rozwodzie czy śmierci Dynamis. Znak umieszczony na tych monetach niektórzy uważają za monogram królewski i widzą w nim litery greckie ΔM. Przeciwnicy tej teorii podkreślają, że ten znak może być sarmacką tamgą, a w takim wypadku należałoby go łączyć z nieznanym władcą wywodzącym się ze środowiska sarmackiego.
Znany jest też stater wykonany w tym samym typie i zawierający datę 310 ery bosporańskiej (13/14 n.e.) oraz znak, który można uważać za monogram i widzieć w nim litery greckie ΔH. Ta moneta mogła być wybita przez Dynamis. Należy przy tym zaznaczyć, że od roku 307 tejże ery (10/11 n.e.) monety w tym samym typie bije już Aspurgos.
Zdaniem uczonych za monety Dynamis można jednak uważać tylko wspomniane wyżej statery z lat 277 i 281 tejże ery i taka opinia wydaje się najbardziej uzasadniona. Bowiem mało prawdopodobne jest, żeby Polemon I Pytodoros rozwiódł się, bowiem rządził samodzielnie i bez zakłóceń królestwem bosporańskim oraz miał z drugą żoną Pytodoris Filometor troje dzieci.
Przypisuje się jej też czasem monety brązowe mające na rewersie monogram. Awersy przedstawiają głowy bogów olimpijskich, biegnącego lwa czy delfina i trójząb, a rewersy monogram, żmiję, róg obfitości czy atrybuty bogów. Jedna z tych monet o nominale diobola przedstawia na awersie głowę Heliosa, a na rewersie monogram, a nad nim półksiężyc oraz sześcioramienną gwiazdę. Tą ostatnią przesłanką, część badaczy łączy tę monetę z działalnością menniczą Dynamis. Taka interpretacja wydaje się jednak mało prawdopodobna, bowiem półksiężyc skierowany rogami do góry oraz gwiazda znajdują się także na stronach głównych monet Pantikapajonu wybitych na początku I wieku p.n.e.
Dynamis, podczas swego panowania, wzniosła trzy posągi na swoją cześć oraz kazała wznieść posąg na cześć żony Augusta, pierwszej rzymskiej cesarzowej Liwii Druzylli. W Fanagorii poświęciła inskrypcję na cześć Augusta o treści: imperator, cezar, syn boga, bóg August, nadzorca ziemi i morza. Na innej inskrypcji Dynamis nazwała siebie władczynią i przyjacielem Rzymu. Ten napis ujawnia jej ambicje polityczne, które pomogły jej utrzymać królestwo oraz tron. W świątyni greckiej bogini Afrodyty poświęciła posąg Liwii. Napis poniżej posągu brzmi Liwia cesarzowa i dobrodziejka Dynamis. Zachowane te inskrypcje informują nas, że Dynamis cieszyła się poparciem pary cesarskiej, Liwii i Oktawiana Augusta.